# Diablo II Soundtrack
Diablo II Original Soundtrack — саундтрек компьютерной игры Diablo II, вышедший в 2000 году. Включает в себя материал, сочинённый Мэттом Ульменом непосредственно для игры. Саундтрек был выпущен 30 июня 2000 года в составе коллекционного набора «Diablo II Collector’s Edition», а позднее стал доступен на iTunes.

## Список композиций
| №   | Название       | Длительность |
| --- | -------------- | ------------ |
| 1.  | «Wilderness»   | 7:58         |
| 2.  | «Rogue»        | 2:58         |
| 3.  | «Sisters»      | 1:45         |
| 4.  | «Spider»       | 5:19         |
| 5.  | «Jungle»       | 2:24         |
| 6.  | «Zakarum»      | 2:56         |
| 7.  | «Desert»       | 3:38         |
| 8.  | «Toru»         | 2:57         |
| 9.  | «Sanctuary»    | 4:08         |
| 10. | «Crypt»        | 3:31         |
| 11. | «Tombs»        | 5:17         |
| 12. | «Monastery»    | 5:56         |
| 13. | «Cave»         | 3:50         |
| 14. | «Mesa»         | 3:26         |
| 15. | «Leoric»       | 3:06         |
| 16. | «Coda»         | 0:56         |
| 17. | «Roger and Me» | 1:03         |

## Участники записи
- Мустафа Уайз (джембе и думбек)
- Скотт Питерсен (ударные)
- Роджер Уайсмайер (гобой)
- Берни Уилкенс (гитара с педалью).
- Семплы «Heart of Asia» (Сердце Азии), «Heart of Africa» (Сердце Африки) и «Symphony of Voices» (Симфония голосов) были представлены компанией Spectrasonics.
- Запись была произведена Скоттом Питерсеном и Мэттом Ульменом.
- Спродюсировал, сочинил и исполнил Мэтт Ульмен.